# Stanisław Mazurkiewicz (lekarz)
Stanisław Mazurkiewicz (ur. 19 maja 1940 w Jeziernie, zm. 11 listopada 2022) – polski ortopeda, dr hab., profesor nadzwyczajny Katedry Fizjoterapii Wydziału Wychowania Fizycznego Akademii Wychowania Fizycznego i Sportu im. Jędrzeja Śniadeckiego w Gdańsku.

## Życiorys
W 1972 uzyskał doktorat za pracę pt. Ocena niektórych elementów chodu osób ze sztywnym stawem kolanowym, w 1989 habilitował się na podstawie pracy zatytułowanej Wybrane problemy rozpoznawania i leczenia zastarzałych uszkodzeń więzadła krzyżowego przedniego.  31 lipca 2000 uzyskał tytuł profesora nauk medycznych. Został zatrudniony na stanowisku profesora nadzwyczajnego w Katedrze Fizjoterapii na Wydziale Wychowania Fizycznego Akademii Wychowania Fizycznego i Sportu im. Jędrzeja Śniadeckiego w Gdańsku.
Był wiceprezesem Polskiego Towarzystwa Ortopedycznego i Traumatologicznego, prorektorem w Akademii Medycznej w Gdańsku i kierownikiem w Katedrze i Klinice Ortopedii i Traumatologii Narządu Ruchu na Wydziale Lekarskim z Oddziałem Stomatologicznym Gdańskiego Uniwersytetu Medycznego.

## Odznaczenia
- Krzyż Kawalerski Orderu Odrodzenia Polski[5]
- Złoty Krzyż Zasługi[1]